# 假面野猪
假面野猪（学名：Potamochoerus larvatus），又稱叢林豬，是一種分布於東非和東南非森林和林地，河流植被地區的野豬，可能因人類活動被帶到馬達加斯加、科摩羅和马约特。

## 形态
成年的假面野猪高66—100厘米，重55—150公斤。他們的毛色從紅棕色到深棕色，隨著年齡變得更深，面部和耳朵的上部顏色也較淺。兩性都有一種淺色的鬃毛，當牠們激動時鬃毛變得深色。雄性通常大過雌性。

## 习性
假面野猪是相當社會性的動物，通常由12隻成員組成，一個典型的豬群由優勢雄性和優勢雌性，其他雌性和幼豬組成。在大約四個月的妊娠期之後，1至4隻幼豬通常在夏天出生。假面野猪可以非常有侵略性，尤其是當牠們有幼豬時。
假面野猪是雜食性動物，食物包括植物根部、農作物、腐肉。牠們在覓食的時候通常輕輕地咕咕著互相通報，牠們在南非的農業地區是一個重大滋擾，並且被廣泛地獵殺。然而由於大部分不可進入的地形，豐富的食物，缺乏捕食者，以及牠們迅速適應狩獵方法的能力，在農業地區假面野猪的種群數量繼續增長。在東非，這是一個進一步的滋擾，因為牠是一隻野豬，牠的肉比豬肉瘦得多，不適合食用。

## 分布
牠們的分布從衣索比亞、索馬里向西到到剛果東部和南部，南部到南非開普敦和誇祖魯-納塔爾省。牠也分布在馬達加斯加和可能在科摩羅群島。它不知道如何到達這些島嶼，但它可能是在一段時間的馴化之後被人類帶到那裡。